# 수페르코파 이탈리아나 2017
수페르코파 이탈리아나 2017은 수페르코파 이탈리아나의 30번째 경기이며, 2017년 8월 13일 로마에 소재한 스타디오 올림피코에서 열렸다. 매년 열리는 축구 경기로서 올해는 세리에 A 2016-17 우승팀이며 코파 이탈리아 2016-17의 우승팀이기도한 유벤투스와 코파 이탈리아 2016-17의 준우승팀인 라치오가 경기를 가졌다. 이번 대회는 두 구단 간의 네번째 대전이며, 1998, 2013, 2015대회에서 만난 바가 있다. 이는 인테르나치오날레와 로마의 4회 기록과 동률을 이루게 됐다(2006, 2007, 2008, 2010). 
우승은 라치오가 유벤투스를 3-2로 승리를 거두며 라치오에게 돌아갔다. 유벤투스는 리그 우승팀 자격으로 참가하여 2대회 연속으로 패배한 유일한 구단이 됐다.(삼프도리아는 1988, 1989에서 컵대회 우승팀 자격으로 2연속 패배한 바 있다.) 라치오는 이번 우승으로 지난 대회에서 코파 이탈리아 준우승팀 자격으로 우승을 거둔 밀란과 함께 유이한 기록에 이름을 올렸다.

## 대회 전 정보
라치오는 2013년 이래로 유벤투스를 상대로 한번도 승리를 거둔적이 없었다. 라치오의 대 유벤투스 마지막 승리는 로마 더비가 성사된 결승전에서 우승을 거뒀던 대회인 코파 이탈리아 2012-13 준결승전 2차전의 승리였고, 본 대회 전까지 유벤투스를 상대로 공식 경기 10연패의 기록이 쓰여지고 있었다.(수페르코파 이탈리아나 2013, 2015대회 포함)
유벤투스는 세리에 A와 코파 이탈리아 우승 구단 자격으로 참가했고, 라치오는 컵 대회 준우승 구단 자격으로 참가했다,

## 경기 정보
| 유벤투스                   | 2 - 3 | 라치오                                    |
| -------------------------- | ----- | ----------------------------------------- |
| 디발라 85′, 90+1′ (페널티) | 기록  | 32′ (페널티), 54′ 임모빌레 · 90+3′ 무르자 |

| 유벤투스 | 라치오 |

| 유벤투스 :            |    |                         |     |     |
|                       |    |                         |     |     |
| GK                    | 1  | 잔루이지 부폰 (c)       | 31′ |     |
| DF                    | 15 | 안드레아 바르찰리       |     |     |
| DF                    | 3  | 조르조 키엘리니         |     |     |
| DF                    | 4  | 메흐디 베나티아         |     | 56′ |
| DF                    | 12 | 알레스 산드루           |     |     |
| MF                    | 5  | 미랄렘 퍄니치           | 73′ |     |
| MF                    | 6  | 사미 케디라             |     |     |
| FW                    | 7  | 후안 콰드라도           |     | 56′ |
| FW                    | 10 | 파울로 디발라           |     |     |
| FW                    | 17 | 마리오 만주키치         | 52′ | 72′ |
| FW                    | 9  | 곤살로 이과인           |     |     |
| 교체 명단:            |    |                         |     |     |
| GK                    | 16 | 카를로 핀솔리오         |     |     |
| GK                    | 23 | 보이치에흐 슈쳉스니     |     |     |
| DF                    | 2  | 마티아 데 실리오        |     | 56′ |
| MF                    | 8  | 클라우디오 마르키시오   |     |     |
| FW                    | 11 | 도글라스 코스타         |     | 56′ |
| MF                    | 22 | 콰드워 아사모아         |     |     |
| DF                    | 24 | 다니엘레 루가니         |     |     |
| DF                    | 26 | 슈테판 리히트슈타이너   |     |     |
| MF                    | 27 | 스테파노 스투라로       |     |     |
| MF                    | 30 | 로드리고 벤탕쿠르       |     |     |
| FW                    | 33 | 페데리코 베르나르데스키 |     | 72′ |
| FW                    | 34 | 모이스 켄               |     |     |
| 감독:                 |    |                         |     |     |
| 마시밀리아노 알레그리 |    |                         |     |     |

| 라치오        |    |                           |     |     |
|               |    |                           |     |     |
| GK            | 1  | 토마스 스트라코샤         |     |     |
| DF            | 13 | 왈라시                    |     |     |
| DF            | 3  | 스테판 더 프레이          |     |     |
| DF            | 26 | 슈테판 라두               |     |     |
| MF            | 6  | 루카스 레이바             | 41′ | 80′ |
| MF            | 8  | 두샨 바스타               |     | 74′ |
| MF            | 16 | 마르코 파롤로             | 84′ |     |
| MF            | 18 | 루이스 알베르토           |     |     |
| MF            | 19 | 세나드 룰리치 (c)         | 70′ | 74′ |
| FW            | 21 | 세르게이 밀린코비치사비치 |     |     |
| FW            | 17 | 치로 임모빌레             | 89′ |     |
| 교체 명단:    |    |                           |     |     |
| P             | 23 | 구이도 구에리에리         |     |     |
| P             | 55 | 이반 바르지치             |     |     |
| DF            | 2  | 베슬리 후트               |     |     |
| DF            | 4  | 파트리크                  |     |     |
| DF            | 5  | 조르당 루카쿠             |     | 74′ |
| MF            | 10 | 펠리피 안데르송           |     |     |
| FW            | 20 | 펠리페 카이세도           |     |     |
| DF            | 27 | 루이스 펠리피             |     |     |
| FW            | 29 | 시모네 팔롬비             |     |     |
| DF            | 77 | 아담 마루시치             |     | 74′ |
| MF            | 88 | 다비데 디 젠나로          |     |     |
| MF            | 96 | 알레산드로 무르자         |     | 80′ |
| 감독:         |    |                           |     |     |
| 시모네 인차기 |    |                           |     |     |

## 같이 보기
- 세리에 A 2017-18
- 코파 이탈리아 2017-18